# Lukas Ruegenberg
Lukas Ruegenberg OSB (* als Alfred Ruegenberg 21. Juli 1928 in Berlin-Niederschöneweide) ist Benediktinerbruder, Sozialarbeiter, Bilderbuchillustrator und Schriftsteller.

## Leben
Alfred Ruegenberg ist der Sohn der Eheleute Fritz und Helene Ruegenberg. Er verbrachte seine Kindheit in Charlottenburg. Seine Mutter war die Tochter des Malers Ernst Windhoff (1870–1936), welcher der naturalistischen Schule verbunden war. Im Zweiten Weltkrieg war Alfred Ruegenberg Flakhelfer.
Ruegenberg studierte von 1947 bis 1951 freie Malerei an der Hochschule für bildende Künste in Berlin. Er war ein Schüler von Karl Schmidt-Rottluff.
1951 trat Alfred Ruegenberg in den Benediktinerorden ein, wurde Mönch der Abtei Maria Laach und nahm den Ordensnamen Lukas an. Von 1958 bis 1962 studierte er Kirchenmalerei an der Akademie der Bildenden Künste in München. Ab 1965 war Bruder Lukas Sozialarbeiter in Köln-Bilderstöckchen. Dort gründete er den Kellerladen des Jugendclubs Luckys Haus.  
Am bekanntesten ist Bruder Lukas Ruegenberg wohl für seine Bilderbücher zu biblischen Geschichten, zu Heiligen, zu gesellschaftlich Ausgegrenzten und zu den Themen Holocaust, Antisemitismus und Drittes Reich. Als Illustrator arbeitete er mit Inge Deutschkron, Rupert Neudeck, Bruno Griemens, Georg Wieghaus und auch Willi Fährmann zusammen.
Zudem fertigte Ruegenberg ein Altarkreuz für die Kirche Heilige Familie in Köln-Dünnwald sowie den Kreuzweg und weitere Ausstattungsstücke der Pfarrkirche St. Franziskus in Köln-Bilderstöckchen. Ebenso schuf Bruder Lukas das große denkmalgeschützte Kirchenfenster in der Heilig-Kreuz-Kirche zu Neuwied.
Anlässlich seines 95. Geburtstages werden 40 seiner Ölgemälde mit vorwiegend Landschaftsmotiven aus der Eifel unter dem Titel Alles Gute! im Bunker k101 in Köln-Ehrenfeld ausgestellt.

## Werke

### Als Buchillustrator (Auswahl)
- mit Gabriel Busch: Ich kann nicht. Vom Sinn der Verlegenheit. Reckinger, Siegburg 1969.
- mit Willi Fährmann: Wir nannten ihn Pimann. Ein Bilderbuch. Middelhauve, Köln 1989, ISBN 3-7876-9272-X.
- mit Peter O. Chotjewitz: Strassenkinder. Ein Bilderbuch. Middelhauve, Köln 1991, ISBN 3-7876-9318-1.
- mit Drutmar Cremer: Nanu! Was sagt dazu wohl Benedikt? Anekdoten aus Benediktinerklöstern. Beuroner Kunstverlag, Beuron 1993, ISBN 3-87071-067-5.
- mit Adalbert Seipolt: Franz. Ein Bilderbuch. Herder, Freiburg im Breisgau 1994, ISBN 3-451-23470-X (über Franz von Assisi).
- mit Ursula Bonin: Hildegard, Jürgen und das lebendige Licht. Ein Bilderbuch. Altius-Verlag, Erkelenz 1997, ISBN 3-932483-01-4 (über Hildegard von Bingen).
- mit Carla Jungels: Edith Stein. Butzon & Bercker, Kevelaer 1997, ISBN 3-7666-0122-9.
- mit Inge Deutschkron: Papa Weidt: Er bot den Nazis die Stirn. Butzon & Bercker, Kevelaer 1999, ISBN 3-7666-0210-1.
- mit Willi Fährmann: Karl-Heinz vom Bilderstöckchen. Middelhauve, Köln 1999, ISBN 3-7876-9288-6.
- mit Carla Jungels: Charles de Foucauld. Ein Bilderbuch. Butzon & Bercker, Kevelaer 2000, ISBN 3-7666-0263-2.
- mit Rupert Neudeck: Janusz Korczak: Der König der Kinder. Butzon & Bercker, Kevelaer 2000, ISBN 3-7666-0296-9.
- mit Ingolf Gritschneder: Willibald und Willibert. Ein Bilderbuch. Altius-Verlag, Erkelenz 2001, ISBN 3-932483-04-9.
- mit Ruth Lazar: Benedikt. Die Geschichte des heiligen Benedikt. Butzon & Bercker, Kevelaer 2001, ISBN 3-7666-0364-7 (über Benedikt von Nursia).
- mit Susanne Peter: Meine schönsten Geschichten aus der Bibel. Echter Verlag, Würzburg 2001, ISBN 3-429-02328-9.
- mit Georg Wieghaus: Jakob der Lügner. Nach dem Roman von Jurek Becker. Butzon & Bercker, Kevelaer 2002, ISBN 3-7666-0431-7.
- mit Michail Krausnick: Elses Geschichte: Ein Mädchen überlebt Auschwitz. Sauerländer, Düsseldorf 2007, ISBN 978-3-7941-6114-0.
- mit Karin Jeromin: Die Bibel für Kinder. Katholisches Bibelwerk, Stuttgart 2008, ISBN 978-3-460-24505-1.
- mit Christina Bacher: Ein Schiff für den Frieden. Das mutige Leben des Rupert Neudeck. L100 Buchverlag, Kempen 2022, ISBN 978-3-947984-17-6.

### Als Verfasser
- Ölbilder. 1984–2013. Abtei Maria Laach 2013.
- Aber Pater Athanasius machte nie die Tür zu ... Heitere Weisheitsgeschichten aus dem Kloster Maria Laach. Klosterverlag Maria Laach 2016, ISBN 978-3-86534-254-6.
- Bruder Lukas Ruegenberg. Mönch, Maler, Sozialarbeiter. Autobiografische Notizen. Edition Kalk, Köln 2017, ISBN 978-3-935735-33-9.
- Neuanfang in Maria Laach. Die Wiederbesiedlung des Klosters liebevoll in Bildern erzählt. Gewidmet den Mitbrüdern im Mutterkloster zu Beuron. Ars liturgica, Maria Laach 2021, ISBN 978-3-86534-354-3.

## TV-Dokumentation zu Ruegenberg
- ZDF: Bruder Lukas und Pimann der Penner, von Bodo Witzke in der Reihe Zum Beispiel, 30 Minuten, 27. Mai 1990.[5]